# ابن سلیم اسوانی
عبدالله بن احمد بن سلیم اسوانی از مبلغان فاطمی در سده چهارم هجری قمری بود. تاریخ زاد و مرگ او نمایان نیست. با توجه به سفرش در ۳۶۵ ق/۹۷۵ م به شهر المریس، می‌توان گمان برد که در سده چهارم هجری/دهم میلادی می‌زیسته است. بر اساس پیمانی که میان مسلمانان مصر و اهالی نوبه بسته شده بود، آنها موظف بودند همه ساله در زمان صلح، اسیران و اموالی را به سرزمین مصر بفرستند، چون این کار متوقف شده بود، ابوالحسن معروف به «جوهر صقلی» فرمانروای مصر، ابن سلیم را به نوبه فرستاد تا مسئله را یادآوری کند و او توانست شاه نوبه را متقاعد کند تا پرداخت اموال و اسیران را از سر بگیرد.
چندی بعد، توجه اعراب به سودان جلب شد و روابط بازرگانی باعث شده که عده بسیاری از صحرای خاوری بازدید کنند. ابن سلیم نیز از نخستین کسانی بود که به نوبه جنوبی سفر کرد. وی آنچه را در سفرهایش می‌دید، یادداشت می‌کرد، به همین شوند نوشته‌های او مجموعه‌ای از رخدادهای تاریخی سده‌های نخستین اسلامی دربارهٔ مسلمانان نوبه است. ابن سلیم کتابی با نام «اخبار النوبه و المقرة و علوة و البجة و النبل» نوشت که اصل آن از بین رفته است و تنها بخش‌هایی از کتاب را مقریزی و ابن ایاس در آفرینه‌های خود آورده‌اند. بررسی‌ها نشان می‌دهد که نوشتارهای ابن ایاس کوتاهه‌ای از نوشته‌های مقریزی دربارهٔ کتاب ابن سلیم است، اما این امر از اهمیت نوشته‌های او و آگاهی‌های باارزشی که دربارهٔ سرزمین‌های خاوری سیاهان به دست می‌دهد، نکاسته است.